# Björn Ulvaeus
Björn Kristian Ulvaeus, född 25 april 1945 i Lundby, Göteborg, är en svensk musiker (gitarrist), textförfattare och låtskrivare. Han är känd som medlem av Hootenanny Singers och Abba samt för sitt samarbete med Benny Andersson.

## Biografi

### Uppväxt och familj
Ulvaeus, som är son till avdelningschefen Gunnar Ulvaeus (1912–1999) och affärsbiträdet Aina Bengtsson (1909–2005), föddes i Göteborg och växte upp i Västervik, dit familjen flyttade 1951. Faderns bror Esbjörn Ulfsäter var där vd för ett pappersbruk där Ulvaeus far fick arbete. Inspirerad av en kusin odlade Ulvaeus under senare hälften av 1950-talet sitt musikintresse. På sin 13-årsdag fick han sin första akustiska gitarr i present av föräldrarna. År 1964 avlade han studentexamen i Västervik.
Ulvaeus var gift första gången 1971–1979 med Agnetha Fältskog, med vilken han har barnen Linda (född 1973) och sonen Christian (född 1977). Som nioåring medverkade Christian tillsammans med sin mor på barnskivan Kom följ med i vår karusell. Björn Ulvaeus var från 1981 till 2022 gift med Lena Källersjö, numera Ulvaeus (född 1949). Tillsammans med Källersjö har han två döttrar, födda 1982 och 1986. Ulvaeus är numera (2022) bosatt på Östermalm, och sedan 2024 gift med danska skivbolagchefen Christina Sas (född 1973).

### Hootenanny Singers

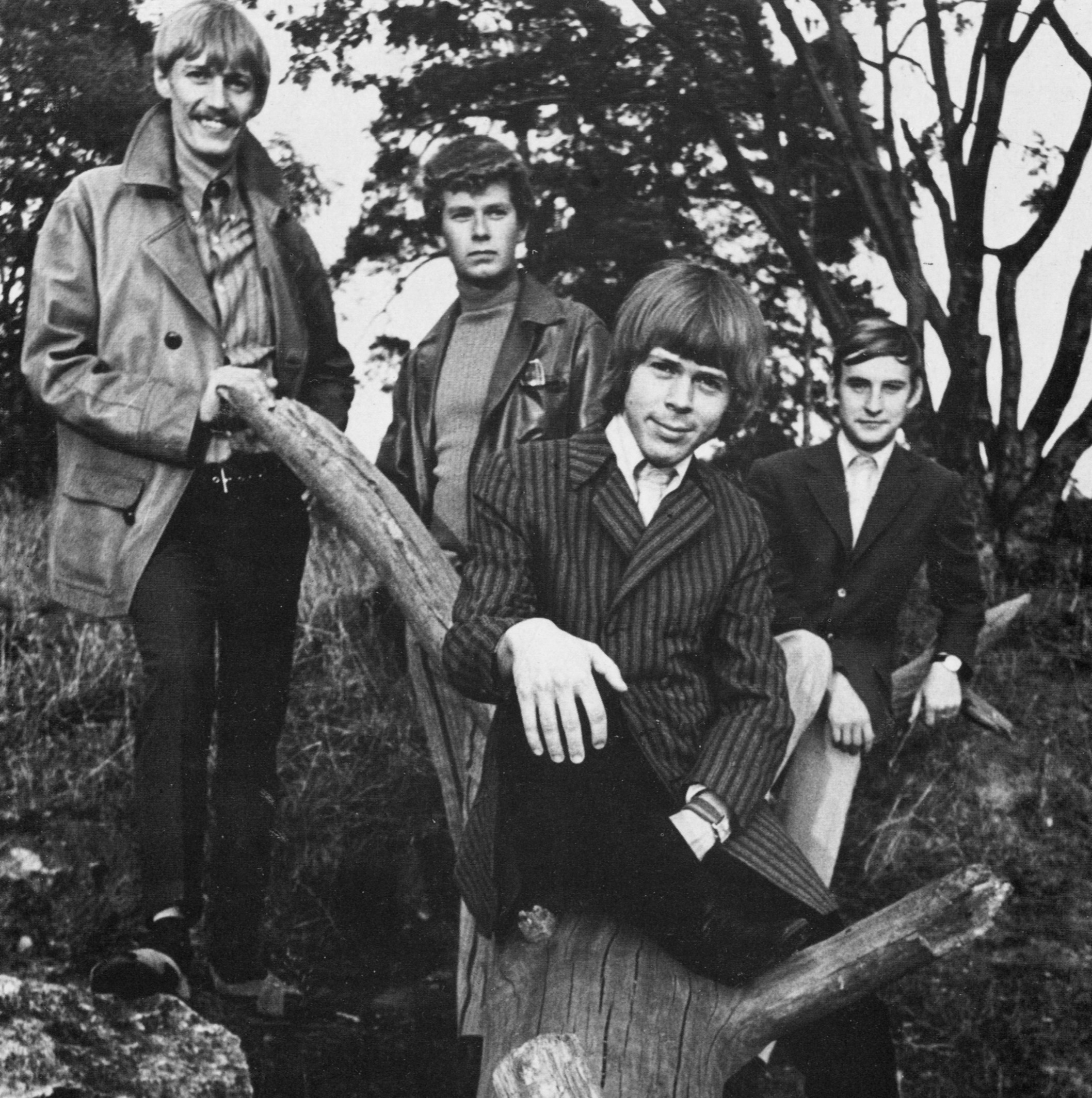
Hootenanny Singers 1967.
Från vänster: Hansi Schwarz, Johan Karlberg, Björn Ulvaeus och Tony Roth.

År 1963 vann Ulvaeus en tävling tillsammans med sina skolkamrater i Hootenanny Singers, vilket ledde till den första kontakten med Stikkan Anderson. Under tiden med Hootenanny Singers skrev han några egna låtar, exempelvis No Time och Baby, Those Are the Rules. Ulvaeus gjorde värnplikt på I4 i Linköping år 1966/67 tillsammans med majoriteten av de andra medlemmarna ur bandet.
Under 1966 träffade han Benny Andersson och deras första gemensamma komposition var den av Hep Stars inspelade Isn't It Easy to Say. Det var efter detta möte som hans låtskrivande tog fart på allvar. Deras första gemensamma hit var Ljuva sextital, inspelad av Brita Borg 1969.
År 1970 utgavs deras gemensamma album Lycka. Låten Hej gamle man hade Agnetha Fältskog och Anni-Frid Lyngstad i bakgrundskören, vilket blev grunden till ABBA.

### Abba
De fyra gruppmedlemmarna i Abba spelade in åtta studioalbum under en tioårsperiod och turnerade under samma period i Europa, Nordamerika, Australien och Japan. Ulvaeus och Andersson skrev med några få undantag samtliga av gruppens låtar och till de första fem skivorna bidrog även Stikkan Anderson med texter och/eller låttitlar.

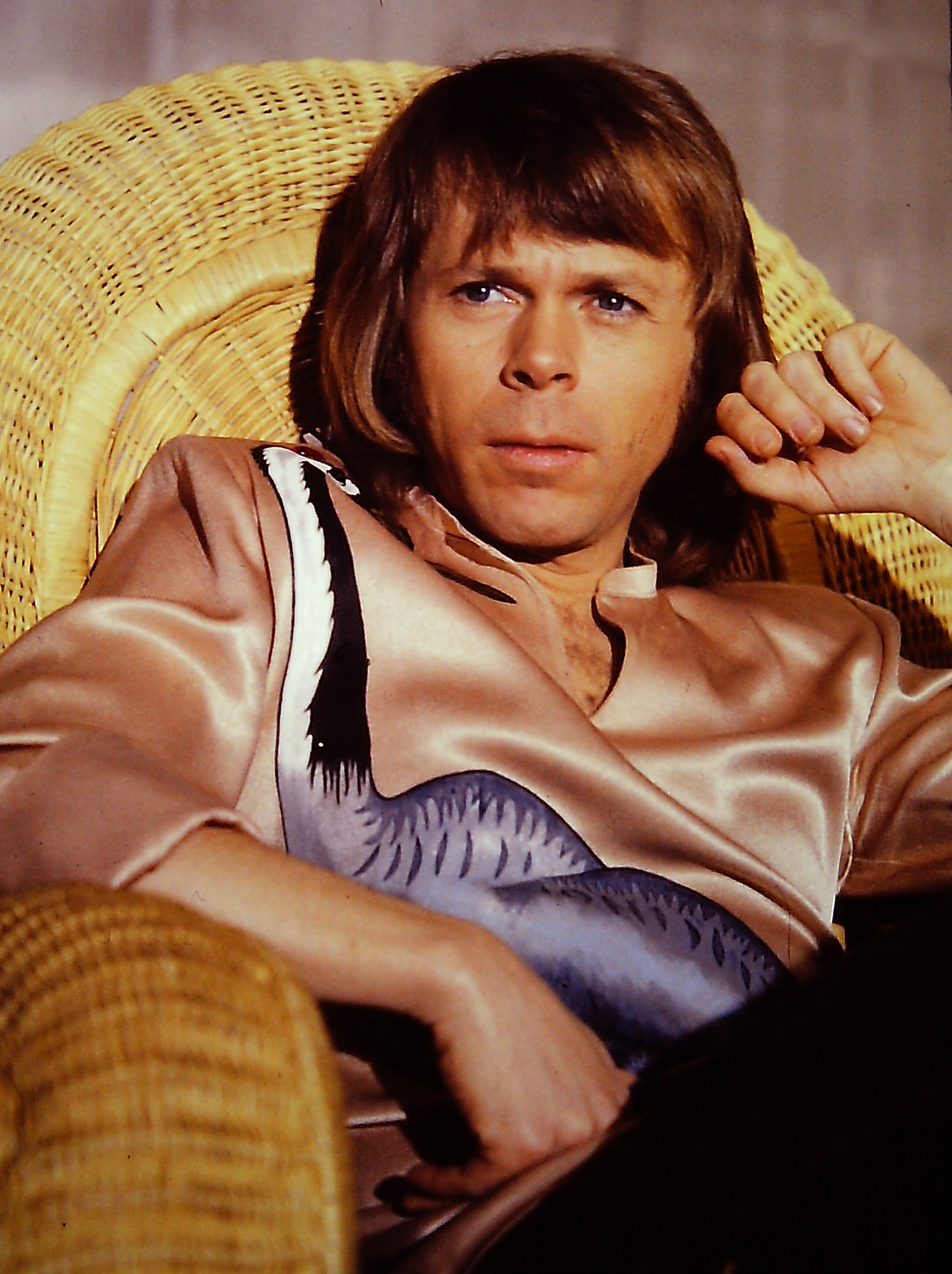
Björn Ulvaeus 1978, från tiden med Abba.

### Musikal- och låtskrivare

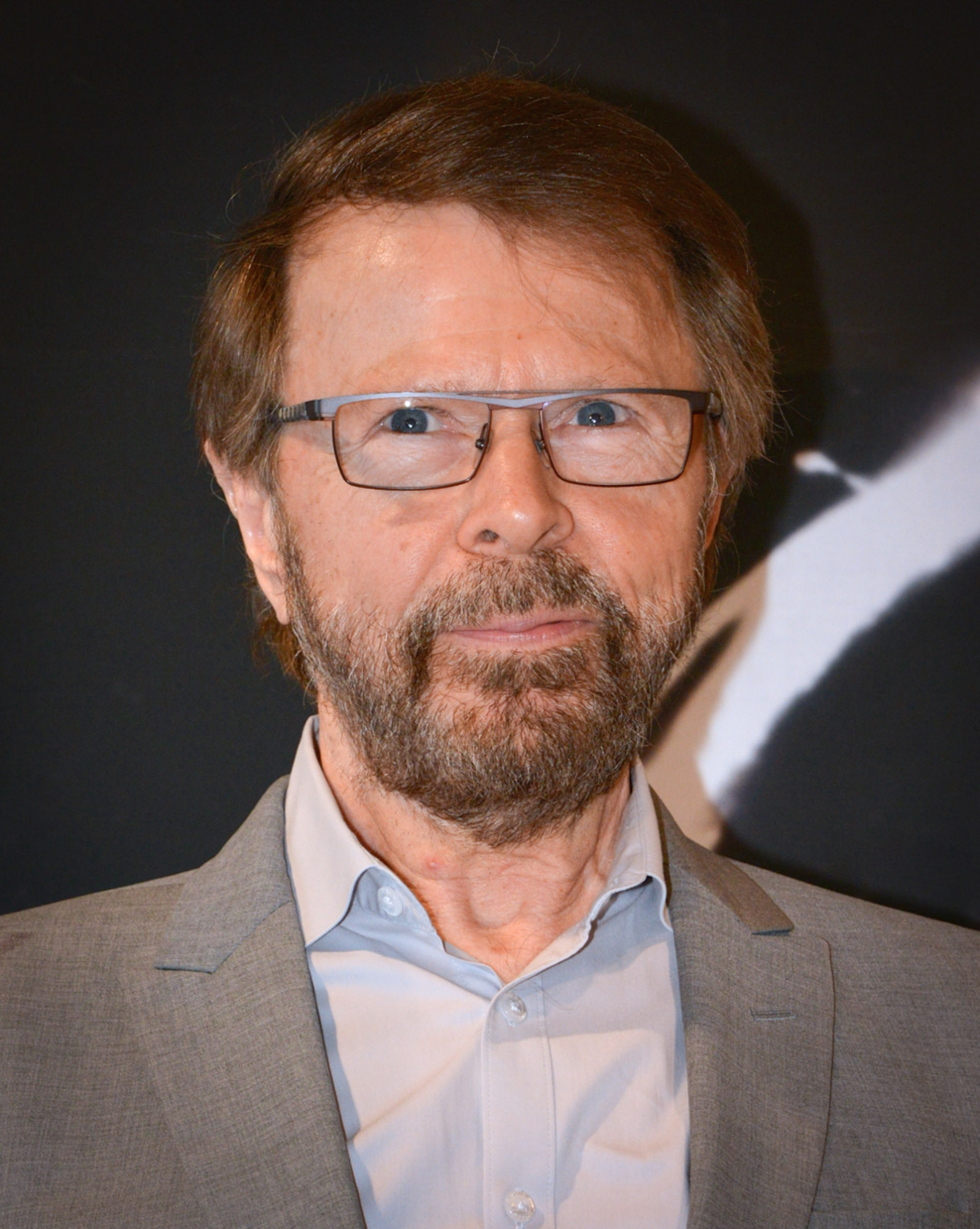
Björn Ulvaeus under invigningen av Abbamuseet 2013.

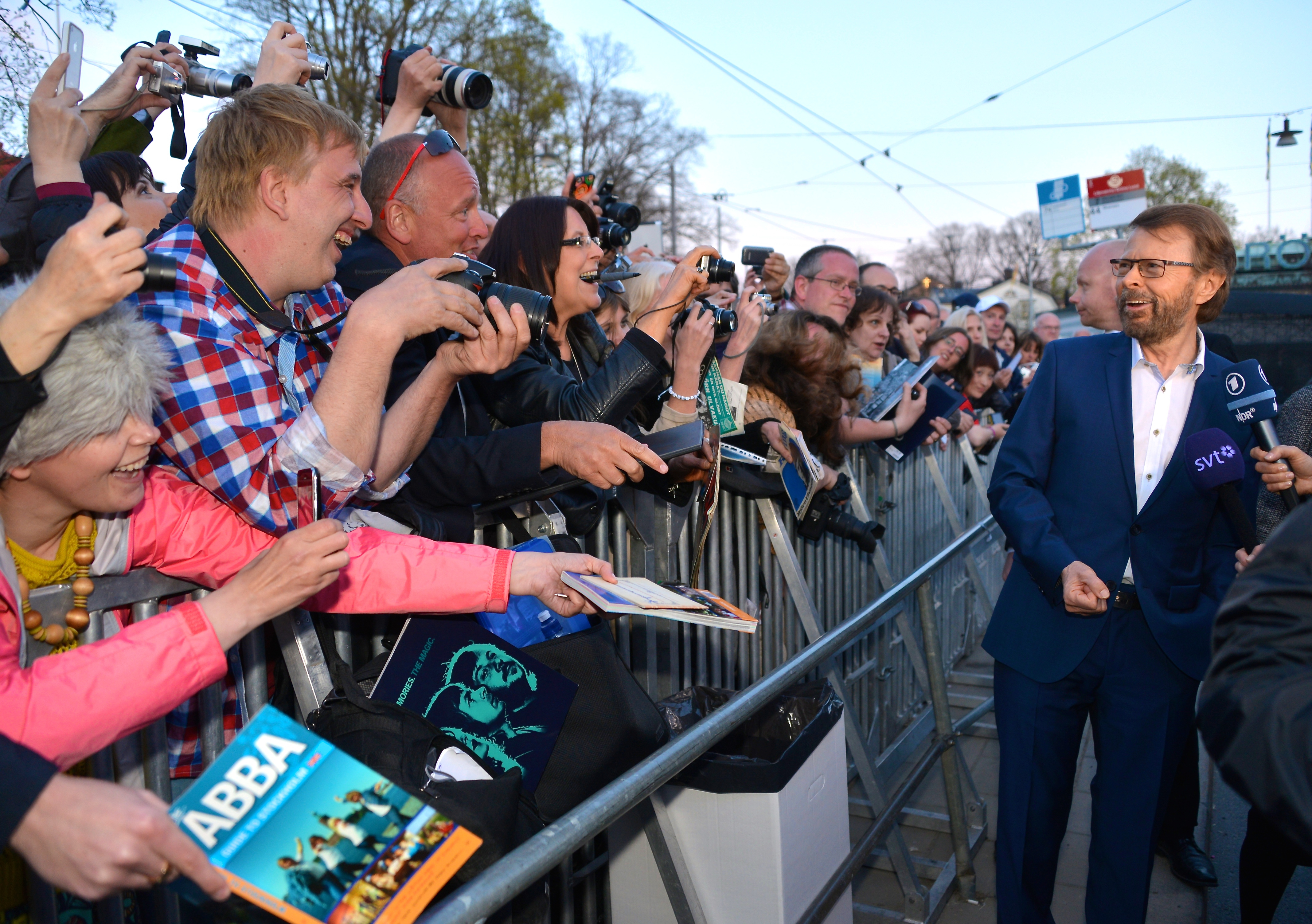
Björn Ulvaeus möter fans utanför Abbamuseet 2013.

Efter Abba fortsatte Ulvaeus samarbetet med Benny Andersson i musikalerna Chess (musikalbum 1984, musikalpremiär 1986), Kristina från Duvemåla (1995) och Mamma Mia! (1999).
Från mitten av 1980-talet blev samarbetet mer uppdelat och musiken kom att uteslutande att bli Anderssons angelägenhet, medan Ulvaeus svarade för texterna. De flesta texter på skivor med Benny Anderssons orkester är skrivna av Ulvaeus, exempelvis Svensktoppshiten Du är min man. Han var även låtskrivare till "We Write the Story" som var öppningsnummer i Eurovision Song Contest 2013. 2016 firade Ulvaeus och Andersson 50 år som låtskrivare  tillsammans på Berns i Stockholm.

## Samhällsengagemang
Ulvaeus är sedan 2005 en aktiv medlem i Förbundet Humanisterna. Den 10 oktober 2006 mottog han organisationens Ingemar Hedenius-pris "för att han på ett modigt och skarpsinnigt sätt, i flertalet artiklar och 'amerikabrev' i svensk rikspress under 2006, har formulerat en tydlig religionskritik och behovet av en sekulär humanistisk grund för samhällsutvecklingen". I teveprogrammet Skavlan den 8 januari 2016 uttalade sig Ulvaeus tydligt om att han anser att Sverige borde införa aktiv dödshjälp. Han har även uttalat sin ståndpunkt för aktiv dödshjälp i tidningen Expressen - "varje civiliserat land borde ha dödshjälp".
Han har under senare år engagerat sig i fildelardebatten och är en stark motståndare till den fria fildelningen av upphovsrättsskyddat material på internet.

## Företagsledare
Ulvaeus är operativ ägare av bolagen Briggen Teaterproduktion AB, Little Star Ltd, StagePool AB och Kopparnäset AB samt delägare av förlaget Fri Tanke. Ulvaeus är också ägare av restaurang och hotell Slottsholmen i Västervik.

## Priser och utmärkelser
- 1984 – Rockbjörnen för Chess i kategorin "Årets svenska album" (tillsammans med Benny Andersson och Tim Rice)
- 1995 – Edvardpriset (tillsammans med Benny Andersson)
- 1998 – Fred Åkerström-stipendiet
- 1999 – Guldmasken, "Juryns specialpris" för Kristina från Duvemåla (tillsammans med Benny Andersson)
- 1999 – Litteris et Artibus
- 1999 – Årets svensk i världen (tillsammans med Benny Andersson)
- 2000 – Musikexportpriset (tillsammans med Benny Andersson)
- 2001 – Wallquistpriset
- 2002 – Tony Award för bästa musikal för texten till Mamma Mia!
- 2003 – Guldmasken, "Privatteatrarnas pris" (tillsammans med Benny Andersson)
- 2006 – Ingemar Hedenius-priset
- 2006 – Guldmasken, "Juryns specialpris" (tillsammans med Benny Andersson och Görel Hanser)
- 2008 – Musikexportpriset (tillsammans med Benny Andersson)
- 2016 – Stockholm stads hederspris[21]
- 2024 –   Kommendör av 1. klass av Vasaorden (KVO1kl), 21 mars 2024.[22]

## Diskografi

### Solosinglar
- 1968 – Raring / Vill du ha en vän
- 1968 – Fröken Fredriksson / Vår egen sång
- 1969 – Saknar du något min kära / Gömt är inte glömt
- 1969 – Partaj-Aj-aj-aj / Kvinnan i mitt liv

### Björn & Benny
- 1970 – Lycka (musikalbum)
- 1970 – She's My Kind of Girl / Inga Theme (singel)
- 1970 – Lycka / Hej gamle man! (singel)
- 1971 – Det kan ingen doktor hjälpa / På bröllop (singel)
- 1971 – Tänk om jorden vore ung / Träskofolket (singel)
- 1972 – En karusell / Att finnas till (singel)

### Abba
Diskografi för Abba

### Musikaler
- 1986 – Chess
- 1995 – Kristina från Duvemåla
- 1999 – Mamma Mia!
- 2013 – Hjälp sökes
- 2022 - Pippi på Cirkus

### Gemini
Producent tillsammans med Benny Andersson
- 1985 – Gemini
- 1987 – Geminism

## Filmografi
- 1964 – Älskling på vift – sig själv
- 1966 – Åsa-Nisse i raketform (sig själv)
- 1977 – Abba – the Movie (sig själv)
- 1980 – Abba in Concert (sig själv)
- 2008 – Mamma Mia! (grekisk gud)

## Källhänvisningar
- Ulvaeus, Björn K, Vem är det, s1127, 1993
- Björn Ulvaeus på Svensk Filmdatabas